# Soukromí
Soukromí je osobní oblast člověka, jednotlivce nebo skupiny lidí (například rodiny). Zahrnuje potřebu a právo chránit informace o své osobě, jakož i vlastní tělo a čas, vlastní prožitky a území před zveřejňováním a především před zneužíváním. Jde o jedno ze základních, neporušitelných a nezcizitelných lidských práv a svobod a jako takovému mu náleží patřičná ochrana.
K neoprávněnému zásahu do osobnosti fyzické osoby chráněné všeobecným osobnostním právem fyzické osoby může dojít ústně (např. pomluvou), písemně (např. v tisku), anebo jiným chováním (např. karikaturou nebo obrazovým snímkem ve filmu a televizi).
Ochrana soukromí a jeho respektování vychází z uznání, že každý člověk má přirozenou důstojnost a každému náleží rovná práva. Uznání těchto práv tvoří základ svobody, spravedlnosti a míru ve světě. Ve Všeobecné deklaraci lidských práv se v článku 12 stanoví, že nikdo nesmí být vystaven svévolnému zasahování do soukromého života, rodiny nebo korespondence a každý má nárok na zákonnou ochranu proti takovýmto zásahům.
Problém s aplikací práva na soukromí pak vyplývá ze skutečnosti, že zákaz porušování soukromí je obvykle vázán na konkrétní rozsah, jaký si sama chráněná osoba vymezí vůči veřejnosti a v jakém si vymezí hranice svého informačního sebeurčení.

## Ochrana soukromí v české legislativě
V České republice zaručuje ochranu soukromí Listina základních práv a svobod, která je součástí ústavního pořádku České republiky. Specifika práv a nároků osob se zdravotním postižením zohledňuje Úmluva OSN o právech osob se zdravotním postižením, která v České republice vstoupila v platnost v roce 2009 (soukromí se věnuje článek 22), specifika ochrany soukromí při poskytování zdravotní péče pak Úmluva o lidských právech a biomedicíně (článek 10), která v České republice vstoupila v platnost v roce 2001. Sankce za narušování soukromí ukládá trestní zákoník, a to ve své v druhé hlavě, která se zabývá trestnými činy proti svobodě a právům na ochranu osobnosti, soukromí a listovního tajemství. Dále je ochrana soukromí ukotvena v první části občanského zákoníku, kde se v hlavě první nachází obecná ustanovení upravující soukromé právo a jeho ochranu. Hlava druhá pojednává mimo jiné o fyzických osobách, a tudíž i o osobnosti člověka a jeho ochraně.

### Listina základních práv a svobod
V Listině se soukromí osoby věnují články 7 a 10. Čl. 7 vymezuje oblast nedotknutelnosti osoby a jejího soukromí a čl. 10 zaručuje ochranu před zásahem do soukromí osoby.
Článek 7 zní takto:
(1) Nedotknutelnost osoby a jejího soukromí je zaručena. Omezena může být jen v případech stanovených zákonem.
(2) Nikdo nesmí být mučen ani podroben krutému, nelidskému nebo ponižujícímu zacházení nebo trestu.
Článek 7 se v odstavci 1 věnuje pojmu nedotknutelnosti osoby. Tento pojem se v ústavním textu platném na našem území poprvé objevil v článku 30 Ústavy z roku 1960; dříve byl spojován s nedotknutelností osobní svobody. Toto odlišení nedotknutelnosti osoby od osobní svobody (která je zaručena v čl. 8 Listiny), naznačuje specifický význam nedotknutelnosti osoby, tj. člověka. Nedotknutelnost se podle čl. 7 odst. 1 vztahuje jak na osobu fyzickou (čili na člověka), tak na její soukromí a to od narození až do smrti. Jde o ústavně chráněné právo na zachování integrity osoby, jehož porušení je obecně zakázáno a to jak ve sféře veřejnoprávní, tak i v soukromoprávní. Z pohledu veřejnoprávní sféry to znamená, že státní orgán nesmí do oblasti nedotknutelnosti osoby zasahovat jinak než zákonem. Soukromoprávní sféra zase přiznává každému člověku absolutní právo na zachování své osoby a v případě porušení tohoto práva dává vzniknout sankci.
K zásahu do nedotknutelnosti osoby nedochází pouze konáním (př. fyzickým zásahem- tělesné zranění), ale jakkoli, tudíž i nekonáním, za což se považuje např. neposkytnutí pomoci. Znamená to, že zásah do integrity osoby se tedy většinou neposuzuje podle způsobu, jakým k němu došlo, ale výsledkem, který byl způsoben. Výjimku ze zákazu zásahu do nedotknutelnosti může povolit jen zákon, avšak ani zákon nemůže povolit takovou výjimku, která by nebyla společensky nezbytná (př. přípustnost chování v nutné obraně či v krajní nouzi, oprávněné použití zbraně atd.). Právo na nedotknutelnost osoby je ve smyslu čl. 1 Listiny nezcizitelné, to znamená, že každý, pokud ho v tom zákon neomezuje, může svobodně rozhodovat o svém počínání.
Ochranu před neoprávněným zásahem do soukromí občana zaručuje čl. 10 odst. 2 a 3:
(2) Každý má právo na ochranu před neoprávněným zasahováním do soukromého a rodinného života.
(3) Každý má právo na ochranu před neoprávněným shromažďováním, zveřejňováním nebo jiným zneužíváním údajů o své osobě.
Soukromí je ta sféra života člověka, do které nikdo včetně státu nesmí bez souhlasu člověka nebo bez výslovného dovolení zákona zasahovat ani o ni požadovat či získávat informace, a o které subjekt soukromí není povinen nikomu (ani státnímu orgánu) informace dávat, pokud mu to zákon neukládá. Člověk se soukromí může zříkat v momentě, kdy ho někomu dobrovolně zpřístupní, např. že o něm podá informaci. Přičemž soukromí přirozeně nezahrnuje to, co se odehrává na veřejnosti (př. účast hráče ve veřejně provozované hře).
Podle článku 10 má tedy člověk právo na utajování informací o svém soukromí s čímž souvisí i ochrana proti neoprávněnému získávání a používání těchto informací.

### Trestní zákoník
V trestním zákoníku (zákon č. 40/2009 Sb.) se nachází postihy a sankce, které hrozí člověku v případě, že zasáhne do soukromí jiné osoby.
Trestné činy proti ochraně soukromí jsou popsány v paragrafech 180 až 184. Trestní zákoník postihuje buď odnětím svobody, zákazem činnosti nebo peněžitým trestem tyto zásahy do soukromí:
- neoprávněné nakládání s osobními údaji
- poškození cizích práv (uvedení v omyl)
- porušení tajemství dopravovaných zpráv (listovní komunikace, elektronická komunikace, počítačová data)
- porušení tajemství listin a jiných dokumentů uchovávaných v soukromí (fotografie, film)
- pomluva (sdělování nepravdivých údajů )

### Občanský zákoník
Podobně jako Listina základních práv a svobod se k ochraně soukromí vyjadřuje i občanský zákoník (zákon č. 89/2012 Sb.). Shodují se v tom, že nikdo nesmí zasahovat do soukromí jiného, nemá-li k tomu zákonný důvod.
Občanský zákoník se ve své první části v hlavě druhé zabývá ochranou osobnosti člověka, kde v paragrafech 84 až 90 přímo hovoří o zákazu zasahování do soukromí a šíření podobizny či písemnosti osobní povahy, stejně tak zvukového či obrazového záznamu bez svolení člověka. Současně paragrafy 88 a 89 hovoří o případech, ve kterých je možné výše zmíněné záznamy pořizovat a používat i bez souhlasu člověka, jako je např. využití těchto záznamů při chránění jiných práv nebo právem chráněných zájmů jiných osob.

## Ochrana soukromí při poskytování zdravotní péče
Ochrana soukromí pacienta a respekt k jeho právu na sebeurčení patří k základním právním a etickým principům poskytování zdravotní péče.
Jednou z významných otázek při poskytování zdravotní péče je ochrana osobních údajů a poskytování informací o zdravotním stavu. Dle Úmluvy o lidských právech a biomedicíně má každý právo být nebo nebýt informován o svém zdravotním stavu dle vlastního rozhodnutí, stejně tak má právo rozhodnout se, komu mohou být informace oněm předány. Povinnou mlčenlivost v rámci povinností zdravotnického pracovníka upravuje Zákon o zdravotních službách v paragrafu 51, dále pak Etický kodex české lékařské komory.
Obecně můžeme povinnou mlčenlivost vymezit jako zákonem uloženou nebo státem uznanou povinnost fyzické osoby nesdělovat nepovolené osobě určité skutečnosti a současně povinnost nést právní důsledky v případě, že by tato povinnost byla porušena. Podle zákona je každý zdravotnický pracovník povinen zachovávat mlčenlivost o skutečnostech, o kterých se dozvěděl při výkonu svého povolání.

## Narušování soukromí

### Narušování práva na soukromí osob tzv. veřejného zájmu
Vzhledem k tomu, že informace i o soukromém životě určitých osob (politici, známí zpěváci, sportovci apod.) mohou být vzhledem k jejich spojení s jejich veřejnými aktivitami předmětem oprávněného zájmu veřejnosti, stává se ochrana soukromí z logiky věci zúženější. Jako tzv. osoby veřejného zájmu tak musejí počítat s tím, že jejich osobní život neunikne pozornosti. Přesto je i v tomto případě nutno citlivě rozlišovat, zda se opravdu jedná o věc, která má vliv na jejich veřejnou činnost, nebo o informace ze soukromého života, které mají jen vzbudit senzaci a případně danou osobu poškodit.
Vyjádření Evropského soudu pro lidská práva k paparazzi, ze dne 16. ledna 2014 ve věci stížnosti č. 13258/09 Lillo-Stenberg a Saether proti Norsku. Jedná se o hudebníka a herečku, kteří se v roce 2005 při soukromé slavnosti vzali. Fotografie byly pořízeny z dvou set padesáti metrové dálky s přiblížením. Přestože soudy prvního a druhého stupně daly stěžovatelům za pravdu tím, že se svatba konala na veřejnosti přístupném místě a fotografie neukazovaly osobní část svatby - tedy obřad, jednalo se o událost, která zajímala veřejnost. Soud však také konstatoval, že svatební den je pro všechny osoby, ať už veřejně známé či běžné občany významným a jedinečným dnem. Je na rozhodnutí novomanželů, jakým způsobem se rozhodnou tento den sdílet s veřejností. Zábava – pobavení čtenářů by nemělo mít přednost před soukromím osob. Soud se ovšem také usnesl na tom, že den sňatku je pro všechny zúčastněné, nezapomenutelný zážitek a tak by mělo být na rozhodnutí svatebčanů.

### Narušování soukromí domácími spotřebiči
S rozšiřujícím se používáním chytrých domácích spotřebičů může narůstat ohrožení soukromí. Jedním z takovýchto spotřebičů jsou robotické vysavače. Robotické vysavače si musí pamatovat trasu, kterou projíždějí, takže znají polohu zdí a nábytku a tvoří si schéma bytu a domu. Například výrobce robotických vysavačů iRobot oznámil, že chce informace o poloze získané ze svých produktů prodávat Amazonu nebo Googlu. Společnost sice prohlásila, že společnost nebude prodávat informace bez povolení majitele vysavače, nicméně podle obchodních podmínek společnosti si tato vyhrazuje právo na sdílení informací svých klientů se svými obchodními partnery, takže uživatelé vysavačů iRobot nemají garantováno, že s jejich informacemi bude zacházeno podle jejich představ.

### Narušování soukromí kompromitací osobní elektroniky státními úředníky
Na hraničním přechodu mezi čínskou muslimskou oblastí Sin-ťiang a Kyrgyzstánem se během kontroly při vstupu do Číny mohou cizinci setkat s tím, že jim během kontroly do jejich telefonu nainstalována špionážní aplikace 蜂采. Aplikace provádí čtyři základní akce – získávání dat, prohledávání souborů, nahrávání dat a zametání stop. Aplikace sbírá informace o telefonních hovorech, údaje z kalendáře, kontakty, SMS zprávy, informace o telefonu a seznam nainstalovaných aplikací. Cíleně prohledává více než 73 tisíc souborů a údajů v nich. Aplikace se snaží také získat údaje o sociálních sítích, díky čemuž lze zjistit identitu uživatele telefonu a jako daný uživatel se do sociální sítě přihlásit. Shromážděná data jsou zabalena do archívu ZIP a je vyhledána IP adresa v rozsahu 192.168.43.* jejíž prostřednictvím dojde k nahrání dat na server. Aplikaci je pak možné odinstalovat, odinstalace po aplikaci uklidí stopy, v telefonu zůstane pouze log. Případná další instalace aplikace umí tento log načíst.

### Shromažďování a odesílání dat o provozu vozidla
Nově prodávaná auta jsou od roku 2018 povinně vybavována systémem eCall,, což je systém pro automatické přivolání pomoci pro havárii, který obsahuje trvale aktivní GPS a má možnost datové a hlasové komunikace a může být zneužit k odposlouchávání a sledování polohy auta.
Podle průzkumu společnosti EY, mapující očekávání zákazníků ze zemí Visegrádské čtyřky při nákupu a užívání vozidel, by pouze 10 % Slováků a pouze necelá třetina Čechů neposkytla data o provozu vozidla a způsobu jízdy státní správě či výrobci. Státu by tyto informace poskytla pouze necelá pětina Poláků.
Automobilový průmysl směruje k zavedení černých skříněk, které by zaznamenávaly veškerá data o provozu a pohybu vozidla. Ještě v květnu 2019 ale nebylo vyřešeno, kdo by byl vlastníkem těchto dat, zda řidič nebo automobilka.

## Snahy o zvýšení soukromí

### Omezení sběru dat a kontroly v digitálním světě
Digitální technologie zjednodušují mezilidský kontakt a umožňují mj. rychlý nákup zboží z celého světa či vyřizovat úřední věci i na dálku, naše digitální data jsou však uchovávána a buď přímo obchodována nebo využívána za nejasných okolností. Riziko zneužívání osobních dat tak prudce roste bez ohledu na to, že klíčovou zásadou jakéhokoliv zpracovávání a zveřejňování osobních údajů je zásada informovaného souhlasu (zpracovávány tak mohou být pouze takové osobní údaje, s jejichž zpracováním vyslovil subjekt údajů svůj souhlas). Pomocí práva prosazuje digitální svobody včetně práva na soukromí nevládní nezisková organizace Iuridicum Remedium, z. s. (IURE), mimo jiné vyhlašováním soutěže Ceny Velkého bratra, v níž jsou vyhlašovány subjekty, které nejvíce narušily soukromí lidí.

### Omezení sledování pohybu vozidla kamerovými systémy
Kamerové systémy s automatickými čtečkami registračních značek aut umožňují mapovat pohyb auta. Kvůli snaze omezit toto sledování se v USA objevilo oblečení potisknuté vzory náhodných automobilových poznávacích značek. Vzor je navržen tak, aby automatické čtečky registračních značek na tento potisk reagovaly a do databází uchovávajících data a pohybu vozidel nahrály irelevantní data. Sledování pohybu auta je pak omezeno v situacích, kdy se výskyt stejné registrační značky zaznamená během krátké chvíle na několika různých místech.[zdroj?]

## Rizikové oblasti

### Orgán sociálně – právní ochrany dětí a soukromí
Pracovníci orgánu sociálně-právní ochrany dětí mají právo navštěvovat dítě a rodinu, ve které žije, v obydlí a zjišťovat v místě bydliště dítěte, ve škole a ve školském zařízení, ve zdravotnickém zařízení, v zaměstnání nebo v jiném prostředí, kde se dítě zdržuje, jak rodiče nebo jiné osoby odpovědné za výchovu dítěte o dítě pečují, v jakých sociálních podmínkách dítě žije a jaké má dítě chování. Policie může provést domovní prohlídku jen v rámci trestního řízení. Tento zásah do soukromí je možný při dodržení všech zákonných podmínek podle čl. 12 odst. 2 Listiny základních práv a svobod. Odůvodněný příkaz k prohlídce podává písemně soudce.
Pracovníci sociálně – právní ochrany jsou také oprávněni pořídit obrazové snímky a obrazové a zvukové záznamy dítěte a prostředí, v němž se dítě zdržuje, je-li to třeba pro účely ochrany práv dítěte.
Ospod má povinnost zachovávat mlčenlivost:
- o skutečnostech, se kterými se při provádění sociálně-právní ochrany nebo v přímé souvislosti s tím seznámili
- o osobě, která upozornila orgán sociálně-právní ochrany na porušení povinnosti nebo zneužití práv vyplývajících z rodičovské zodpovědnosti[30]

#### Orgány sociálně-právní ochrany dětí
1. obecní úřady obcí s rozšířenou působností (městské úřady, ve statutárních městech magistráty a úřady městských obvodů, v Praze úřady pověřených městských částí)
2. obecní úřady
3. krajské úřady (v Praze Magistrát hl. města Prahy)
4. Ministerstvo práce a sociálních věcí
5. Úřad pro mezinárodněprávní ochranu dětí[31]

### Soukromí na internetu
Podle odborníka na soukromí na internetu Michala Kosinského je v době internetu, sociálních sítí a moderních metod analýzy dat prakticky nemožné uchovat si soukromí. Při využívání internetových služeb za sebou uživatel zanechává stopy, na základě kterých algoritmy dokáží odvodit některé charakteristiky uživatele. Existuje algoritmus, který z jedné profilové fotografie rozpozná s úspěšností 80 %, resp. 70 % heterosexuála a homosexuála, při použití pěti fotografií stoupne úspěšnost na 92 %, resp. 83 %. Lajky na Facebooku mohou být využity ke zjištění některých osobních charakteristik, jako sexuální orientace, etnicita, náboženské vyznání, politická orientace, osobnostní rysy, inteligence, míra spokojenosti, užívání návykových látek anebo věk dotyčných. Sexuální orientaci je možné určit s 75% až 88% jistotou, užívání drog, užívání alkoholu a další informace lze z lajků určit s podobným úspěchem. Tyto informace lze zjistit, neboť uživatelům se mohou líbit stránky typické pro nějakou osobní charakteristiku. Facebook uchovává na svých serverech vše, co do něj kdy bylo vloženo, ať už to bylo smazáno nebo ne, jakoukoli akci – nahrání fotografie, kliknutí na něčí profil, změnu statusu nebo své profilové informace. Facebook ukládá historii našeho brouzdání – když napíšete do vyhledávacího políčka A a stisknete hledat, objeví se seznam vašich nejlepších přátel. Už není organizován podle abecedy, ale podle nejčastější interakce s jednotlivými lidmi, vašimi nejlepšími kamarády nebo přinejmenším s těmi, které za ně Facebook považuje. Veškeré informace jsou uchovávány na několika tisících serverech ve čtyřech datových centrech, rozmístěných po světě. Zaměstnanci  Facebooku měli donedávna právo nalogovat se do různých profilů pomocí tzv. master password. Dnes existuje tlačítko „switch login“ prostřednictvím kterého je taktéž možno nalogovat se do profilu nebo i měnit údaje. Zaměstnanec ale musí uvést relevantní důvod, proč tak hodlá učinit.
Listina základních práv EU z roku 2000 již na tyto otázky pamatuje a upravuje je v ústavněprávní rovině celkem detailně. Podle čl. 8 Listiny EU má každý právo na ochranu osobních údajů, které se ho týkají (odst. 1).

#### Rizika zneužití soukromí
Rizika nastávají, pokud uživatel nerespektuje sociální síť jako jakýkoliv jiný veřejný prostor a nedodržuje běžné principy ochrany soukromí a osobních dat. Kyberšikana je formou šikany probíhající v kyberprostoru, je to šikana páchána prostřednictvím informačně komunikačních technologií. Prostředky pro zneužití, ponížení či vyhrožování jsou tedy internet, mobilní telefony, sociální sítě. Příkladem mohou být anonymní výhrůžky prostřednictvím sms, zesměšňování na sociálních sítích pomocí fotek, videí, statusů.
Nejvíce využívané nástroje kyberšikany:
| Sociální síť   | 48,84 % |
| SMS            | 26,37 % |
| Veřejný chat   | 21,83 % |
| Neveřejný chat | 21,70 % |
| Jiná služba    | 8,99 %  |
| E-mail         | 7,07 %  |
| Blog           | 4,08 %  |

 + Famili link-100%
Cybergrooming označuje chování, kdy si pachatel na internetu vytipovává oběť, snaží se získat její důvěru, vybudovat s ní blízký vztah a vylákat ji k osobní schůzce. Cílem setkání je oběť zneužít.
Cyberstalking je online obdoba klasického stalkingu. Dochází k porušování osobních práv, svobod a lidské důstojnosti oběti. Jediný rozdíl je v tom, že vše probíhá online prostřednictvím internetových komunikačních kanálů. Cyberstalking v mnoha státech naplňuje skutkovou podstatu trestného činu. Například v Německu byl skutek nebezpečného pronásledování zaveden do trestního zákoníku 31. března 2007, v Rakousku je stalking trestným činem od 1. července 2006 a v České republice od 1. ledna 2010.

#### Obavy o soukromí na internetu
Podle průzkumu agentury Ipsos z října 2019 mělo obavy o soukromí na internetu dvě třetiny Čechů, 68 % Němců a 70 % Poláků. V Indii, Egyptě a Hongkongu podíl lidí obávající se o své soukromí na internetu přesahuje 90 %, světový průměr činí 78 %.
Výrazně větší obavy nebo větší obavy než v roce 2018 mělo v roce 2019 26 % Čechů, 27 % Němců a více než 2/5 Poláků.

### Soukromí v pobytových sociálních službách

#### Ztráta intimity a soukromí v institucích
Ztrátou intimity a soukromí trpí lidé žijící v jakýchkoliv institucích (pobytových sociálních službách, LDN a pod.).
Uživatel má právo na ochranu svého soukromí a personál je povinen toto plně respektovat. Personál rovněž hájí uživatelovo právo na respektování studu.
MPSV v Doporučeném postupu č. 4/2009 (Kritéria transformace, humanizace a deinstitucionalizace vybraných služeb sociální péče) v článku 26 výslovně zmiňuje nutnost pracovat s právem na soukromí uživatelů pobytových sociálních služeb, které bylo dlouhodobě v ústavní péči opomíjeno, s důrazem na vyváření prostoru pro důvěrné vztahy, pro soukromí a prostoru pro kontrolu uživatele nad vlastním teritoriem.
V rámci chystané novely zákona o sociálních službách se úřad veřejné ochránkyně práv snaží prosadit nový přestupek za neoprávněný zásah do soukromí, bezpečí a integrity osoby ve službě.
Úmluva OSN o právech osob se zdravotním postižením
Je nejdůležitějším dokumentem mezinárodního práva v oblasti práv osob se zdravotním postižením, v ČR vstoupila v platnost v roce 2008.
Úmluva nezakládá nová práva či nároky pro osoby se zdravotním postižením, ale výslovně stanoví práva těchto osob způsobem, který zohledňuje jejich specifickou životní situaci a potřeby tak, aby mohly účinně uplatňovat svá práva (soukromí se věnuje článek 22).
Na jejím základu vznikl Národní plán pro osoby se zdravotním postižením, přičemž zadavatelem tvorby Národního plánu je vláda ČR. Pozici gestora tvorby Národního plánu zastává zmocněnkyně vlády pro lidská práva a VVOZP. Jako koordinátor tvorby Národního plánu působilo Oddělení sekretariátu VVOZP. Jeho součástí je plán Podpory deinstitucionanizace pobytových zařízení pro osoby se zdravotním postižením, který se kromě možnosti zvolit si svobodně místo svého bydliště, podílet se na životě společnosti a zastávat běžné společenské role, zabývá také naplňováním základních lidských práv, tedy i práva na soukromí a nedotknutelnost osoby.